# 灰果蒲公英
灰果蒲公英（学名：Taraxacum maurocarpum）为菊科蒲公英属的植物，为中国的特有植物。分布在伊朗、阿富汗发 巴基斯坦以及中国大陆的西藏、青海、四川等地，生长于海拔3,000米至4,500米的地区，多生长在高山草坡以及河边，目前尚未由人工引种栽培。

## 别名
川藏蒲公英